# Mus'énergie
 (novembre 2017).
Si vous disposez d'ouvrages ou d'articles de référence ou si vous connaissez des sites web de qualité traitant du thème abordé ici, merci de compléter l'article en donnant les références utiles à sa vérifiabilité et en les liant à la section « Notes et références ».
Mus'énergie, le musée de la force motrice et de l’énergie au service de l’Homme, est un musée situé à Ambert (Puy-de-Dôme) en France. Il est géré par Patrimoine mécanique et savoir-faire au pays d'Ambert, une association loi de 1901 qui œuvre à la préservation de machines à vapeur, de moteurs thermiques, de tracteurs agricoles et autres.
Il ouvre ses portes en 1981 sous le nom Musée de la machine AGRIcole et à VAPeur (Agrivap).

## Description et activités
Le musée présente différents modes d'énergie utilisés au fil du temps par l'Homme pour se nourrir, se chauffer et produire des biens. Le parcours de découverte est en partie animé par une quinzaine de machines en mouvement et par de courtes vidéos accessibles sur des écrans interactifs. Une ancienne micro centrale électrique actionnée par une machine à vapeur de taille respectable constitue le point d'orgue de la visite.
Le musée présente par ailleurs un aperçu de savoir-faire liés aux industries locales de la tresse et du chapelet.